# Lavanestro
Il Lavanestro è un torrente della provincia di Savona. Risulta l'affluente principale del Letimbro, torrente che attraversa Savona.

## Percorso
Il torrente nasce nella zona del colle di Cadibona e, scendendo da ovest verso est, percorre la stretta valle che porta il suo nome. Per la quasi totalità del suo corso è fiancheggiato dalla ex-SS 29 del Colle di Cadibona. Il Lavanestro, raggiunto il quartiere savonese di Lavagnola, sottopassa l'importante arteria viaria di corso Generale Agostino Ricci e sfocia infine nel Letimbro.